# Aufwachen!
Aufwachen! war ein Podcast, der zwischen April 2015 und Juli 2020 sowie von November 2022 bis Juli 2024 von Tilo Jung und Stefan Schulz produziert und moderiert wurde. In den Folgen diskutierten die Moderatoren anhand der Fernsehberichterstattung, insbesondere der Nachrichtenmagazine des öffentlich-rechtlichen Rundfunks, aktuelle politische Entwicklungen. Die Laufzeit einzelner Podcastfolgen betrug selten weniger als zwei Stunden und überschritt regelmäßig die Fünf-Stunden-, gelegentlich sogar die Sechs-Stunden-Marke.
Neben Jung und Schulz waren auch Alexander Theiler (Jung & Naiv), Rena Schwarting (Universität Bielefeld), Hans Jessen (ehemals Radio Bremen/ARD-Hauptstadtstudio) und Max Ost (Rasenfunk) als Gesprächspartner zu hören. Wiederholt interviewten die Moderatoren Gäste wie Robert Habeck (Bündnis 90/Die Grünen), Marco Bülow (damals SPD), Georg Restle (Monitor) oder Markus Preiß (ARD-Studio Brüssel). Weitere prominente Gäste waren Glenn Greenwald, Claus Kleber, Julian Reichelt, Jeremy Scahill und Philipp Walulis.
Der Aufwachen!-Podcast finanzierte sich aus Spenden seiner Hörer. Nach eigenen Angaben erreichten im April 2017 die Folgen im Schnitt 30.000 bis 35.000 Downloads. Die Folgen erschienen auch als Video im YouTube-Kanal von Jung. Am 14. November 2017 erschien die 250. Folge, am 14. Juni 2018 die Folge 300.
Wiederholt positiv hervorgehoben wurde die Berichterstattung über den US-amerikanischen Präsidentschaftswahlkampf 2016. Der Podcast begleitete in den ersten Jahren den Wahlkampf intensiv und diskutierte insbesondere amerikanische Primärquellen (z. B. Kandidatendebatten während der Vorwahlen) und die dortige mediale Begleitung.
Der Aufwachen!-Podcast wurde von der deutschen Online-Ausgabe von Wired und dem Medienmagazin @mediasres des Deutschlandfunks im Vorfeld der Bundestagswahl 2017 als Politik-Podcast empfohlen. In ihrer Rezension für die Sendung Breitband des Deutschlandfunk Kultur kritisierte Meike Laaff den Ton des Podcasts als „zynisch“ und attestierte den Moderatoren „Politik- und Medienverachtung“ und Selbstherrlichkeit.
In unregelmäßigen Abständen nahmen Jung und Schulz den Aufwachen!-Podcast im Rahmen einer öffentlichen Veranstaltung auf. Die 200. Ausgabe wurde im Mai 2017 mit Gast Sigmund Gottlieb vor Publikum in Berlin aufgezeichnet, im September 2017 kommentierten sie an gleicher Stelle zusammen mit Constanze Kurz und Georg Restle das TV-Duell zwischen Angela Merkel und Martin Schulz. Die 300. Folge, bei der Friedrich Küppersbusch und Hubert Seipel zu Gast waren, wurde im Juni 2018 vor Publikum aufgenommen. Im Januar 2019 wurde die 351. Folge mit Ulrike Guérot und Albrecht von Lucke aufgezeichnet. A!401 fand am 20. September 2019 in Dresden als Vorprogramm der „Datenspuren“-Konferenz des Chaos Computer Club statt.
Mit der Folge A!440 vom 23. Juni 2020 wurde das Ende des Podcasts mit der 444. Folge angekündigt. Als Begründung wurden Differenzen zwischen Jung und Schulz genannt. Folge A!444 erschien am 21. Juli 2020 und markierte die vorerst letzte Veröffentlichung, bis der Podcast am 15. November 2022 mit Folge A!445 ohne explizite Vorankündigung im monatlichen Rhythmus wiederkehrte. Zusätzlich wurde auf der Website von Jung & Naiv ein Forum für den Podcast eingerichtet. Wenige Tage nach der am 16. Juli 2024 erschienenen 462. Folge wurde das Ende des Podcasts verkündet.